# Publikování z jednoho zdroje
Publikování z jednoho zdroje (anglicky single source publishing) zastřešuje různé dokumentační systémy, které umožňují export do různých formátů z jednoho primárního zdroje dat. Veškeré obsahové změny tak stačí provádět na jediném místě. Za nezbytné minimum lze považovat export do formátů HTML a PDF.

## Princip
Pro efektivní konverzi je nutné kompletní oddělení obsahu od jeho formátování. Pokud jsou příslušné pasáže náležitě označeny podle jejich významu, pro jejich ostylování nebo formátování lze pak definovat různé scénáře. Jejich počtu ani formě se meze nekladou. Ze stejného zdroje je tak možné generovat např. různé výstupní formáty, případně stejné formáty, ale v graficky odlišném provedení.
K zakódování zdrojového textu do významově odpovídajících částí se používají:
- značkovací jazyky (SGML, XML, ale i HTML5)
- odlehčené značkovací jazyky (Wiki)
- proprietární systémy

Způsob editace, tvorba formátovacích pravidel i následný export se pak v jednotlivých variantách liší. Proprietární systémy zpravidla nabízejí celé publikační workflow. V ostatních případech je nutné řešit jednotlivé fáze vhodnou kombinací nástrojů a skriptů.

## Srovnání variant
| Varianta                    | Zástupce                                    | Výhody | Nevýhody | Typické použití                                                                                               |
| --------------------------- | ------------------------------------------- | --- | --- | --- |
| Značkovací jazyky           | - DocBook - DITA - TEI - HTMLBook           | - velmi bohatý a detailní sémantický aparát s možností přizpůsobení - možnost pokročilého strukturování - rozsáhlé možnosti úprav výstupů | - odlišná filozofie editace obsahu - ne zcela triviální uživatelské úpravy výstupů | - kde je nutná celá řada výstupů (včetně speciálních) - kde je nutná lokalizace                               |
| Odlehčené značkovací jazyky | - Wiki - Markdown - AsciiDoc                | - strmá křivka učení | - omezený sémantický aparát bez možnosti rozšíření - řada formátovacích prvků namísto sémantiky - absence pokročilého strukturování - problematické konverze kvůli nedostatečné sémantice | - kde je požadavek editace i méně zkušenými uživateli - kde není nutné pokročilé přizpůsobení vzhledu výstupů |
| Proprietární systémy        | - Adobe RoboHelp - Author-It - MadCap Flare | | - omezený sémantický aparát bez možnosti rozšíření - problematické úpravy výstupů | - kde stačí aplikací podporované formáty - kde není nutné pokročilé přizpůsobení vzhledu výstupů              |

Z výše uvedeného je zřejmé, že největší svobodu přinášejí řešení postavená na značkovacích jazycích. Nejen že lze přizpůsobit některý standardizovaný sémantický aparát (XML schéma) vlastním potřebám, případně vytvořit aparát zcela nový, ale podobná omezení nejsou ani na straně výstupních formátů. V těchto případech jde skutečně o ryzí publikování z jednoho zdroje.
Mezi typické možnosti takových systémů patří:
- automaticky generovaný obsah a rejstřík
- křížové odkazy (v PDF volitelně s čísly cílových stránek)
- prolinkované poznámky pod čarou
- automatické zvýraznění syntaxe výpisů kódu
- filtrování obsahu na základě podmínek
- zvýraznění změn oproti předchozí verzi (v PDF včetně postranních linek)

K dispozici jsou také transformační šablony pro celou řadu výstupních formátů (HTML, sada HTML stránek s navigací, CHM, JavaHelp, PDF, ePUB).

### Kontroverze Wiki systémů
Odlehčené značkovací jazyky, přes řadu nevýhod, nacházejí uplatnění především v otevřených systémech online dokumentace, kde usnadňují spolupráci při tvorbě obsahu. Taková možnost je však diskutabilní:
- dokumentace je zpravidla cílena pro určitého konečného uživatele, kterému je podřízen obsah
- dokumentace ctí určitou strukturu a řadu konvencí
- dokumentace je lokalizovaná do více jazyků

Bez moderování vložených příspěvků hrozí riziko, že se z dokumentace stane neuspořádaná směs různorodé kvality. Lokalizované projekty je navíc velmi obtížné synchronizovat tak, aby byl obsah identický ve všech jazycích.

## Netradiční nasazení
Publikování z jednoho zdroje se nemusí týkat jen dokumentace. Stejný princip lze aplikovat i do prostředí, které se na první pohled nezdá nejvhodnější – do prostředí prezentací. Pokud je nutné vytvářet kurzy pro běžná školení a zároveň je distribuovat např. ve formátu vhodném pro e-learningové systémy, vyplatí se udržovat zdrojová data v sémanticky odpovídající struktuře bez žádných formátovacích instrukcí.
Ze stejných zdrojových dat se pro běžná školení vygeneruje PDF soubor, pro e-learning pak sada HTML stránek včetně složek s odkazovanými soubory (obrázky, audio, video) a řídícími SCORM skripty. Nepatřičný obsah pro daný výstup, např. video v PDF, lze během transformace odfiltrovat buď automaticky, případně řízeně použitím speciálních instrukcí ve zdrojovém XML dokumentu. Pomocí pokročilých konverzních nástrojů jako je Adobe Acrobat lze z PDF nakonec získat i formát PowerPointu PPTX.